# Baronía de Canet de Berenguer

Escudo de Canet de Berenguer provincia de Valencia, que dio nombre a esta baronía

La baronía de Canet de Berenguer es un título nobiliario español creado el 15 de octubre de 1420 por el rey de Aragón Alfonso V al aceptar con facultad real este vínculo a Francisco Berenguer, señor de Canet en Valencia.
Este título fue reconocido el 16 de marzo de 1925 a Antonio de Saavedra y Rodrigo XI vizconde de Santa Clara de Avedillo, y fue rehabilitado oficialmente en 1926 por el rey Alfonso XIII a favor de su hijo Hernando de Saavedra y Muguelar.
Su denominación hace referencia al municipio de Canet de Berenguer en la provincia de Valencia.

## Barones de Canet de Berenguer
|                                  | Titular                                   | Periodo                          |
| Creación por Alfonso V de Aragón | Creación por Alfonso V de Aragón          | Creación por Alfonso V de Aragón |
| -------------------------------- | ----------------------------------------- | -------------------------------- |
| I                                | Francisco Berenguer                       | 1420-                            |
| .                                | .                                         |                                  |
| .                                | .                                         |                                  |
| Reconocido por Alfonso XIII      |                                           |                                  |
| IV                               | Antonio de Saavedra y Rodrigo             | 1925-1926                        |
| Rehabilitado por Alfonso XIII    |                                           |                                  |
| V                                | Hernando de Saavedra y Muguelar           | 1926-1974                        |
| VI                               | Arias Gonzalo de Saavedra y Muguelar      | 1974-1998                        |
| VII                              | María Luisa de Saavedra y Muguelar        | 1998-2012                        |
| VIII                             | Ignacio Jorge Castillo y López de Medrano | 2012-actual titular              |

## Historia de los barones de Canet de Berenguer
- Francisco Berenguer, I barón de Canet de Berenguer

Reconocido el 16 de marzo de 1925 a:
- Antonio de Saavedra y Rodrigo (1872-1926), IV barón de Canet de Berenguer, IX vizconde de Santa Clara de Avedillo (por rehabilitación a su favor en 1918).

1. Casó con María Ana Muguelar Queheille. Le sucedió, por rehabilitación, su hijo:

Rehabilitado en 1926 por:
- Hernando de Saavedra y Muguelar (n. en 1925), V barón de Canet de Berenguer. Sin descendientes. Le sucedió su hermano:

- Arias Gonzalo de Saavedra y Muguelar (n. en 1927), VI barón de Canet de Berenguer. Sin descendientes. Le sucedió su hermana:

- María Luisa de Saavedra y Muguelar, VII baronesa de Canet de Berenguer. Sin descendientes. Le sucedió su sobrino nieto:

- Ignacio Jorge Castillo y López de Medrano, VIII barón de Canet de Berenguer.